# Virgo (film)
Virgo är en skräckfilm med premiär 2024. Filmen är regisserad av Jakob Ivar Ekvall, som även skrivit filmens manus.
Filmen hade premiärvisning på musik- och filmfestivalen Way Out West i augusti 2024. Den hade premiär i Sverige den 18 oktober 2024, utgiven av Njutafilms.

## Handling
Filmen kretsar kring Siri som är en introvert tjej och sångare i punkbandet The Raspberries. På en sverigeturné blir hon tillsammans med trummisen Beatrice. Bandet träffar gothtjejen Ava som leder till konsekvenser för Siri och bandet.

## Rollista (i urval)
- Inez Micaella Andersson – Siri
- Victor Iván – Johanthan
- Emelie Lihav – Beatrice
- Wilma G. Sand – Ava
- Karl Hauptmann – Sol
- Alma Westerlund